# Lew I (galaktyka)
Lew I (Leo I) – karłowata galaktyka sferoidalna znajdująca się w konstelacji Lwa w odległości około 828 tysięcy lat świetlnych od Słońca. Galaktyka ta jest członkiem Grupy Lokalnej, być może jest najbardziej oddalonym znanym satelitą Drogi Mlecznej.
Lew I został odkryty w 1950 roku przez Alberta Wilsona na płytach fotograficznych wykonanych 48-calowym teleskopem Schmidta w programie Palomar Observatory Sky Survey.